# Gu Yong-ju
Gu Yong-ju (* 17. Juli 1955; † März 2001) war ein Boxer aus Nordkorea und Olympiasieger im Bantamgewicht von 1976.
Der 1,72 m große Gu Yong-ju gewann 1974 die Goldmedaille im Fliegengewicht bei den 7. Asienspielen in Teheran, der Hauptstadt Irans. 1976 startete er im Bantamgewicht bei den 21. Olympischen Sommerspielen in Montreal, wo er in der Vorrunde Ibrahim Faredin aus Rumänien 4:1, im Achtelfinale den Vize-Europameister Chacho Andreykowski aus Bulgarien 5:0, im Viertelfinale Weerachart Saturngrun aus Thailand 5:0, im Halbfinale Patrick Cowdell aus Großbritannien 4:1 und im Finale Charles Mooney aus den USA 5:0 besiegte und somit die Goldmedaille im Bantamgewicht gewann.  
1977 gewann er eine weitere Goldmedaille im Federgewicht bei den Internationalen Polizeimeisterschaften in Ulaanbaatar, sowie die Bronzemedaille bei den Asienmeisterschaften desselben Jahres in Jakarta.
Bei den Olympischen Spielen 1980 in Moskau startete er im Federgewicht und unterlag bereits in seinem ersten Kampf gegen den späteren Bronzemedaillengewinner Krzysztof Kosedowski aus Polen.